# Ammochilostoma
Ammochilostoma es un género de foraminífero bentónico considerado un sinónimo posterior de Cystammina de la subfamilia Ammosphaeroidininae, de la familia Ammosphaeroidinidae, de la superfamilia Recurvoidoidea, del suborden Lituolina y del orden Lituolida. Su especie tipo era Trochammina pauciloculata. Su rango cronoestratigráfico abarcaba el Holoceno.

## Discusión
Clasificaciones previas incluían Ammochilostoma en la superfamilia Haplophragmioidea, así como en el suborden Textulariina del orden Textulariida, o en el orden Lituolida sin diferenciar el suborden Lituolina.

## Clasificación
Ammochilostoma incluye a la siguiente especie:
- Ammochilostoma rotundata

Otras especies consideradas en Ammochilostoma son:
- Ammochilostoma galeata, aceptado como Buzasina galeata
- Ammochilostoma pauciloculata, aceptado como Cystammina pauciloculata
- Ammochilostoma triloculina, de posición genérica incierta